# 后桥水库
后桥水库是中国福建省泉州市南安市境内的一座水库，位于澎溪上，建于1965年。水库正常库容为3000万立方米，集雨面积为33平方千米，海拔为98.5米。